# 拯救者 (馬)
拯救者，是日本現役純種競賽馬匹。目前主要勝利有2025年鑽石錦標及春季天皇賞。

## 出賽前
2021年4月6日出生於北海道安平町北部牧場，成長途中於一口馬主俱樂部Carrot Farm Co. Ltd.進行馬主募集。
其後交由美浦訓練中心練馬師木村哲也訓練。

## 競賽生涯

### 2歲
2023年11月18日出戰東京競馬場2歲新馬戰，比賽保持在後方位置等待時機，在第四彎道急劇加速下逐步上前，但仍然敗於駿天潮城取得第二。

### 3歲
2024年年初出戰3歲未勝利戰，繼續採用後上戰術下於第三彎道開始加速，在第四彎道取得領先下繼續在直路透出，最終以2 1/2馬位優勢取得首勝。
其後出戰3歲一捷馬戰，比賽途中一直留守在隊伍最後方位置，雖然本次比賽未有在對面直路末段變奏上前，但仍然可以在直路上爆發出優秀的末腳，瞬間超越所有對手下取得勝利。
4月27日挑戰二級賽青葉賞，仍然選擇後上戰術下一直處於尾二、三左右的位置，然而在直路上未能順利加速推進，最終僅能跑獲第八的戰績。
稍為放草後在6月出戰町田特別，在初段處於較後位置下在第四彎道處沿外檔上前，最終在先頭位置展開推進下順利透出，拉開後方3馬位輕鬆取勝。
8月17日以日本海錦標作為目標，比賽途中處於先行有利位置下在彎道處逐步進入狀態，在直路上以輕鬆的步伐展開加速下隨即彈離對手，最終成功以3 1/2馬位優勢達成連勝並晉級公開組。
秋季陣營安排其直走菊花賞，出閘後隨即選擇留後的戰術，一直維持於有遮擋的位置展開推進。進入對面直路中後段時，其開始發力加速變奏上前，於第三彎道處於中團位置，在第四彎道經已進佔先頭。進入直路後，其仍然在中檔位置直迫前方賽駒，但一直未能對透出的名城潮流造成威脅下被對手以2 1/2馬位差距擊敗取得第二。

### 4歲
2025年首戰選擇為鑽石錦標，比賽途中處於約莫第五的先頭有利位置，在第二圈第三、四彎道之間開始沿着外檔逐步上前，於直路此段經已處於領先的狀態。進入直路後，其仍然有餘力繼續在內欄位置加速，最終跑出後600米34.9秒的優秀末腳下輕鬆彈離對手，以4馬位優勢取得首個分級賽冠軍。
其後按照計劃角逐春季天皇賞，賽前取得第一人氣。比賽開始後，其處於約莫第六、七附近的位置展開推進，於途中一直處於較為平穩的狀態，於第三、四彎道處準備發力抽出外檔。進入直路後，其在中外檔位置展開不俗的走勢迫近前方，在中段位置進入全速狀態下逐步透出，最終成功抵擋來自帝國夢的攻勢，以頭位優勢壓贏對手取得首個一級賽冠軍。

### 詳細賽績
| 日期       | 舉辦國家 | 馬場 | 距離   | 級別 | 賽事名稱    | 負重 | 騎師     | 馬號 | 出馬 | 名次 | 時間   | 頭馬（二馬）         |
| ---------- | -------- | ---- | ------ | ---- | ----------- | ---- | -------- | ---- | ---- | ---- | ------ | -------------------- |
| 18/11/2023 | 日本     | 東京 | 草2000 |      | 2歲新馬     | 56   | 李慕華   | 6    | 14   | 2    | 2:02.3 | 駿天潮城             |
| 13/1/2024  | 日本     | 中山 | 草2000 |      | 3歲未勝利   | 57   | 李慕華   | 9    | 17   | 1    | 2:00.2 | （Shonan Natsuzora） |
| 9/3/2024   | 日本     | 中山 | 草2000 |      | 3歲一捷馬戰 | 57   | 李慕華   | 3    | 11   | 1    | 2:01.9 | （Yamanin Ad Hoc）   |
| 27/5/2024  | 日本     | 東京 | 草2400 | GII  | 青葉賞      | 57   | 奧斯雅   | 9    | 17   | 8    | 2:24.8 | 甜蜜時刻             |
| 16/6/2024  | 日本     | 東京 | 草2400 |      | 町田特別    | 54   | 李慕華   | 5    | 7    | 1    | 2:26.9 | （大成幻夢）         |
| 17/8/2024  | 日本     | 新潟 | 草2200 |      | 日本海錦標  | 55   | 李慕華   | 9    | 9    | 1    | 2:12.4 | （Night in London）  |
| 20/10/2024 | 日本     | 京都 | 草3000 | GI   | 菊花賞      | 57   | 戶崎圭太 | 16   | 18   | 2    | 3:04.5 | 名城潮流             |
| 22/2/2025  | 日本     | 東京 | 草3400 | GIII | 鑽石錦標    | 57   | 戶崎圭太 | 8    | 16   | 1    | 3:32.2 | （駿和真）           |
| 4/5/2025   | 日本     | 京都 | 草3200 | GI   | 春季天皇賞  | 58   | 連達文   | 6    | 15   | 1    | 3:14.0 | （帝國夢）           |

## 血統簡介
父系統治地位爲日本賽駒，生涯戰績優秀，曾遠征香港出戰女皇盃取得大捷。祖父夏威夷王爲日本賽駒，生涯戰績極爲優秀，僅得一戰未能獲勝，曾勝出一級賽NHK一哩賽及東京優駿，爲日本史上首匹贏得變則二冠的賽駒。
母系里約山峰為日本賽駒，生涯僅勝出條件戰級別的賽事。外祖父黃金旅程亦為日本賽駒，生涯戰績不俗，曾勝出香港瓶，退役後配種成績亦非常優秀。

### 血統表
| 父線：金滿寶系（淘金者系）               |                             |             |                |
| 種馬 統治地位 2007年（棗色）             | 夏威夷王 2001年（棗色）     | 金滿寶      | 淘金者         |
| 種馬 統治地位 2007年（棗色）             | 夏威夷王 2001年（棗色）     | 金滿寶      | Miesque        |
| 種馬 統治地位 2007年（棗色）             | 夏威夷王 2001年（棗色）     | Manfath     | 最後大官       |
| 種馬 統治地位 2007年（棗色）             | 夏威夷王 2001年（棗色）     | Manfath     | Pilot Bird     |
| 種馬 統治地位 2007年（棗色）             | 氣槽 1993年（棗色）         | 東來兵      | Kampala        |
| 種馬 統治地位 2007年（棗色）             | 氣槽 1993年（棗色）         | 東來兵      | Severn Bridge  |
| 種馬 統治地位 2007年（棗色）             | 氣槽 1993年（棗色）         | Dyna Carle  | 北方風味       |
| 種馬 統治地位 2007年（棗色）             | 氣槽 1993年（棗色）         | Dyna Carle  | Shadai Feather |
| 繁殖雌馬 里約山峰 2013年（深棗色）       | 黃金旅程 1994年（深棗色）   | 週日寧靜    | Halo           |
| 繁殖雌馬 里約山峰 2013年（深棗色）       | 黃金旅程 1994年（深棗色）   | 週日寧靜    | Wishing Well   |
| 繁殖雌馬 里約山峰 2013年（深棗色）       | 黃金旅程 1994年（深棗色）   | Golden Sash | Dictus         |
| 繁殖雌馬 里約山峰 2013年（深棗色）       | 黃金旅程 1994年（深棗色）   | Golden Sash | Dyna Sash      |
| 繁殖雌馬 里約山峰 2013年（深棗色）       | Ancient Hill 2001年（棗色） | 最後橫掃    | Forty Niner    |
| 繁殖雌馬 里約山峰 2013年（深棗色）       | Ancient Hill 2001年（棗色） | 最後橫掃    | Broom Dancer   |
| 繁殖雌馬 里約山峰 2013年（深棗色）       | Ancient Hill 2001年（棗色） | Aztec Hill  | Proud Truth    |
| 繁殖雌馬 里約山峰 2013年（深棗色）       | Ancient Hill 2001年（棗色） | Aztec Hill  | Tribal Hill    |
| 雌系：號族：17-b                         |                             |             |                |
| 五代內近親交配：淘金者 4×5、北方風味 4×5 |                             |             |                |

## 命名由來
名字Redentor（ヘデントール）在葡萄牙語中，意思為「救世主」，出自位於巴西里約熱內盧州里約熱內盧駝背山的耶穌像，同時亦有聯想自母系里約山峰名字之意圖，香港則取「救世主」的意義，翻譯為「拯救者」。

## 外部連結
- 拯救者 netkeiba.com （页面存档备份，存于）
- 血統表